# Leucanitis christophi
Leucanitis christophi är en fjärilsart som beskrevs av Alphéraky 1895. Leucanitis christophi ingår i släktet Leucanitis och familjen nattflyn. Inga underarter finns listade i Catalogue of Life.